# Albanische Badmintonmeisterschaft
Albanische Badmintonmeisterschaften werden seit 2018 ausgetragen. Die Austragung von Titelkämpfen der Junioren begann zehn Jahre früher. Internationale Titelkämpfe von Albanien gibt es noch nicht.

## Die Titelträger
| Saison    | Herreneinzel | Dameneinzel | Herrendoppel                  | Damendoppel              | Mixed                     |
| --------- | ------------ | ----------- | ----------------------------- | ------------------------ | ------------------------- |
| 2018      | Teodor Rapo  | Joana Pili  | Teodor Rapo Antoni Kaso       | Joana Pili Esta Drenesku | Antoni Kaso Joana Pili    |
| 2019      | Teodor Rapo  | Joana Pili  | Teodor Rapo Antoni Kaso       | Joana Pili Keti Starja   | Teodor Rapo Esta Drenesku |
| 2020      | Antoni Kaso  | Joana Pili  | Teodor Rapo Antoni Kaso       | Joana Pili Esta Drenesku | Antoni Kaso Joana Pili    |
| 2021      | Antoni Kaso  | Joana Pili  | Erald Shahinasi Antoni Kaso   | Joana Pili Keti Starja   | Antoni Kaso Joana Pili    |
| 2022      | Elio Treska  | Joana Pili  | Elio Treska Ernest Pendavinji | Joana Pili Keti Starja   | Elio Treska Joana Pili    |
| 2022 2024 | keine Daten  | keine Daten | keine Daten                   | keine Daten              | keine Daten               |